# Os Irmãos Willoughbys
The Willoughbys (bra: Os Irmãos Willoughby / prt: Os Willoughby) é um filme de animação e comédia de 2020, dirigido por Kris Pearn e co-dirigido por Rob Lodermeier é baseado, no romance infantil de 2008 de mesmo nome de Lois Lowry.

## Enredo
Um gato de rua narra a história dos Irmãos Willoughbys, que já foi uma família aventureira e amorosa por gerações. O atual Sr. e Sra. Willoughby estão apaixonado de mais para cuidar de seus quatro filhos: o filho mais velho, Tim, que tenta manter seus irmãos longe de problemas; a filha do meio Jane, cujo belo canto é silenciado por seus pais; e os gêmeos inventivos, mas "assustadores", ambos chamados Barnaby. Depois que Jane e os gêmeos encontram um bebê abandonado do lado de fora, seus pais os baniram da casa até que eles voltem sem a criança. Eles deixam o bebê, a quem chamam de "Ruth", na porta de uma fábrica de doces e o proprietário, comandante Melanoff, começa a cuidar dela.
Para se livrar de seus pais negligentes, os irmãos armam um plano e enviam seus pais para as “férias assassinas” fabricando uma brochura de viagem de vulcões, ursos e outros perigos. Enquanto as crianças celebram sua liberdade, uma babá contratada por seus pais chega e conquista todos, menos Tim. Quando Linda, a babá, descobre sobre Ruth, ela leva as crianças para a fábrica de Melanoff. Depois de salvar Ruth da linha de montagem, Linda percebe que a criança está segura com o amoroso Melanoff. O senhor e a senhora. Willoughby, tendo sobrevivido aos vários perigos e com pouco dinheiro para continuar sua viagem, vendem sua casa online. Informando a Linda por uma mensagem de voz, que Tim ouve. Acreditando que Nanny está em harmonia com seus pais, Tim a entrega como uma “babá ruim” para os Sinistros Serviços de Órfãos.
Quando o corretor de imóveis de seus pais organiza uma visita a casa, os irmãos assustam potenciais compradores com uma série de armadilhas. Linda assusta uma última família, convencendo Tim de que ela está ao lado deles, mas os Serviços de Órfãos chegam. O agente-chefe reconhece Linda, uma órfã que nunca encontrou uma família que a quisesse. Ao saber que Tim chamou os Serviços Órfãos, Linda sai chorando e Jane, com raiva, denuncia Tim antes que os irmãos sejam separados e levados para lares adotivos. Tim continua fugindo de suas famílias adotivas, descobrindo que a mansão Willoughby foi vendida e demolida, e acaba confinado no centro de Serviços Órfãos. O gato encontra Linda e traz o capacete de Tim, convencendo-a a reunir as crianças.
Linda foge com Tim dos Serviços de Órfãos e reúne os irmãos Willoughbys, e Tim pede desculpas a Jane. Ele sugere que eles encontrem seus pais para que os Serviços Órfãos os deixem em paz. Linda e os irmãos recrutam a ajuda de Melanoff para construir um dirigível movido a doces para viajar para "Sveetzerlünd" (uma paródia da Suíça), onde seus pais estão escalando os " Alpes inescaláveis". Voando sem Linda, Melanoff e Ruth, os irmãos chegam a Sveetzerlünd. Eles seguem uma trilha dos fios de tricô de sua mãe até o topo da montanha, onde encontram seus pais quase congelados até a morte. Os irmãos os salvam, confessando que planejaram manda-los embora, mas que esperava poder reunir a família. Inalterados, o Sr. e Sra. Willoughby abandonam os filhos e tomam o dirigível, mas faz com que ele voe fora de controle e caia. Os irmãos se preparam para sucumbir ao frio enquanto Jane canta, mas são resgatados por Ruth, Linda e Melanoff.
Linda e Melanoff adotam as crianças Ruth e Willoughby, todas começam a morar na fábrica de doces como uma família amorosa. O senhor e senhora. Willoughby sobrevivem ao acidente do dirigível, flutuando no mar, e é presumivelmente devorados por um tubarão. Em uma cena pós-créditos, o gato se limpa até perceber a platéia.

## Elenco
- Will Forte como Tim Willoughby, o filho mais velho racional dos Willoughbys.
- Maya Rudolph como Linda/A babá, uma babá excêntrica que deve cuidar das crianças.
- Alessia Cara como Jane Willoughby, a filha do meio dos Willoughbys, apaixonada por diversão, apaixonada por cantar.
- Terry Crews como comandante Melanoff, o feliz proprietário de uma fábrica de doces.
- Martin Short como Walter Willoughby, o negligente patriarca de Willoughby.
- Jane Krakowski como Helga Willoughby, a matriarca negligente de Willoughby.
- Seán Cullen como Barnaby A e Barnaby B Willoughby, os meninos gêmeos "assustadores" e os filhos mais novos dos Willoughbys.
- Ricky Gervais como The Cat, um gato malhado azul falador e narrador do filme.
- Colleen Wheeler como agente de serviços órfãos
- Nancy Robinson como Irene Holmes
- Kris Pearn como Spoons McGee

## Produção
Em novembro de 2015, a Bron Studios adquiriu os direitos de filme de animação do livro de Lois Lowry, The Willoughbys, e contratou Kris Pearn para adaptar a um roteiro com Adam Wood para dirigir o filme, com Aaron L. Gilbert e Luke Carroll produzindo. Em abril de 2017, Ricky Gervais foi escalado para liderar a voz de narrador, e foi relatado que Pearn co-dirigiu o filme com Cory Evans. Momentos depois, Cory Evans foi substituído por Rob Lodermeier como co-diretor, enquanto Evans fez o filme como artista conceitual e co-diretor de pré-produção. O roteiro, no entanto, foi substituído por Pearn e Mark Stanleigh por uma história de Pearn, que também produziu o filme. Em junho de 2017, outros foram escalados para o filme, incluindo Terry Crews, Maya Rudolph, Martin Short, Jane Krakowski e Seán Cullen. Will Forte e Alessia Cara (em seu primeiro papel de animação) também deram suas vozes.
Em novembro de 2018, o filme ainda estava em produção no estúdio Bron Animation em Burnaby, British Columbia.
Os personagens do filme foram projetados pelo designer Craig Kellman, que desenhou os personagens para Madagascar, da DreamWorks Animation, e Hotel Transylvania, da Sony Pictures Animation, bem como para a Família Addams de Metro-Goldwyn-Mayer.

## Trilha sonora
A música do filme foi composta e produzidapor Mark Mothersbaugh, que anteriormente trabalhou com Pearn on Cloudy com Chance of Meatballs 2. A música original "I Choose" (interpretada por Alessia Cara, que dubla a voz de Jane no filme) foi lançada independentemente pela Def Jam Recordings.
Todas as músicas compostas por Mark Mothersbaugh.
| N.º            | Título                                             | Duração |  |
| 1.             | "The Willoughbys"                                  | 1:36    |  |
| 2.             | "Main Title"                                       | 1:16    |  |
| 3.             | "The Willoughby Boogie"                            | 1:06    |  |
| 4.             | "Stealing Food"                                    | 2:43    |  |
| 5.             | "It Was A Dark And Stormy Night"                   | 2:19    |  |
| 6.             | "The Willoughby Boogie Reprise"                    | 0:55    |  |
| 7.             | "Here Beastie Beastie"                             | 1:27    |  |
| 8.             | "Melanoff's Magnificent Mustache"                  | 2:35    |  |
| 9.             | "Brochure Montage"                                 | 1:33    |  |
| 10.            | "The Warmest Glove/Parents Depart"                 | 2:08    |  |
| 11.            | "We Are Orphans"                                   | 0:52    |  |
| 12.            | "Nanny's Arrival"                                  | 2:05    |  |
| 13.            | "Man Of The House"                                 | 0:48    |  |
| 14.            | "You Disrespect My Oats"                           | 1:28    |  |
| 15.            | "Melanoff's Factory"                               | 2:15    |  |
| 16.            | "I Want Her To Stay"                               | 2:36    |  |
| 17.            | "Parents Are Still Alive"                          | 1:28    |  |
| 18.            | "We Unite As Willoughbys"                          | 2:12    |  |
| 19.            | "The Perfect Family"                               | 1:26    |  |
| 20.            | "Willoughby Beast"                                 | 1:38    |  |
| 21.            | "I'm Bustin You Out"                               | 4:01    |  |
| 22.            | "Escape"                                           | 1:44    |  |
| 23.            | "Chase/Rainbow Zeppelin"                           | 4:56    |  |
| 24.            | "Follow The Yarn"                                  | 3:03    |  |
| 25.            | "Defrosting The Parents/We're All Going to Freeze" | 3:22    |  |
| 26.            | "The New Family"                                   | 2:39    |  |
| 27.            | "Meat Mustache/Shark"                              | 1:22    |  |
| Duração total: | Duração total:                                     | 55:33   |  |

## Lançamento
O trailer foi lançado no dia 24 de março de 2020 na página do YouTube da Netflix. O filme foi lançado digitalmente em 22 de abril de 2020 pela Netflix. Foi visto pelo menos em parte por 37 milhões de famílias durante o primeiro mês de lançamento.

## Recepção e Crítica
No site de críticas Rotten Tomatoes, o filme tem uma classificação de aprovação de 90% com base em 60 críticas, com uma classificação média de 6,85 / 10. O consenso crítico do site diz: "Uma aventura animada atraente, cuja tolice está ancorada em emoções genuínas, Os Irmãos oferecem uma diversão fantástica que toda a família pode desfrutar". No site Metacritic, o filme tem uma pontuação média ponderada de 68 em 100, com base em 14 críticos, indicando "críticas geralmente favoráveis".
Renee Schonfeld, da Common Sense Media, deu ao filme quatro estrelas em cinco, dizendo que o filme é um "conto maravilhosamente caprichoso, com temas sombrios, suavizado pelo calor, humor e performances estelares de talentosos atores de quadrinhos que iluminam a animação já inventiva e luminosa. " David Rooney, do Hollywood Reporter, disse que "a comédia de aventura em família da Netflix tem um charme excêntrico que funciona surpreendentemente bem". Natalia Winkelman, do The New York Times, disse que "é encantador a cada momento. Piadas rápidas, como o modo como Tim aciona um acúmulo de carro sempre que atravessa a rua, ajudam a completar um mundo indisciplinado. O compositor Mark Mothersbaugh contribui com uma partitura jazzística e uma música original (interpretada por Alessia Cara) que pontuam o clima vertiginoso. Embora pareça desarticulado como um todo, "The Willoughbys" prospera quando abraça sua trama sombria e permite que as travessuras reinem. "